# Air Sol Moyenne Portee

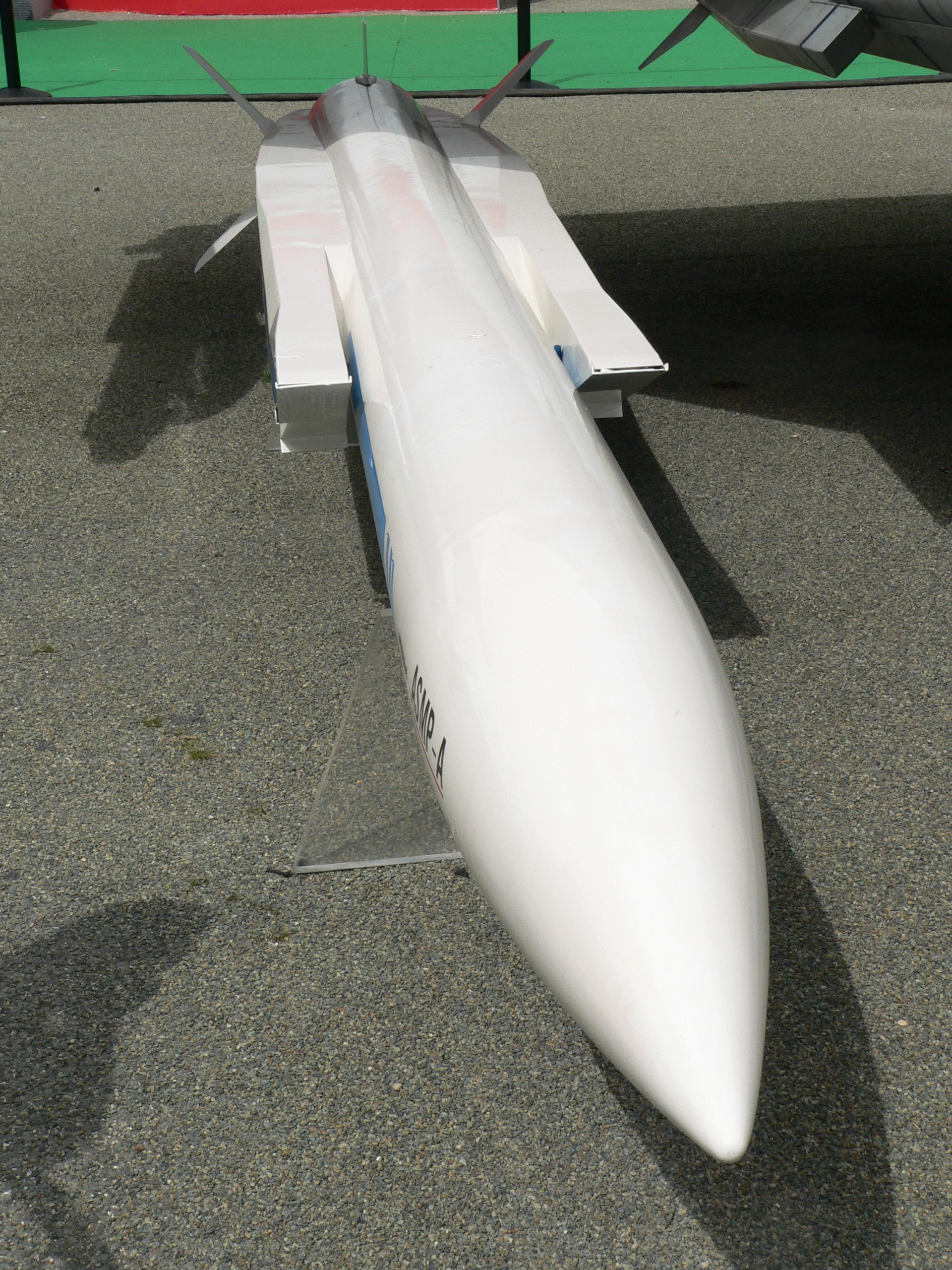
ASMP-A.

Air-Sol Moyenne Portée (ASMP) betekent letterlijk: lucht-grond middellange dracht. Het is de aanduiding voor een Franse nucleaire supersonische stand-off raket die kan worden gelanceerd vanaf vliegtuigen zoals de 
- Dassault Mirage 2000N
- Dassault Super-Étendard
- Dassault Rafale

Samen met de kernraketten uit de onderzeeboten van de Franse marine vormt de ASMP de Franse kernmacht, de Force de Frappe (letterlijk afschrikmacht).
De ASMP werd geïntroduceerd in 1986 ter vervanging van het verouderde AN-22 kernwapen (operationeel van 1973-1988) die door de Dassault Mirage IV werd meegevoerd en ter vervanging van de verouderde AN-52 (operationeel van 1973-1991) die door de Dassault Super-Étendard werd meegevoerd.
De Franse vliegvelden Avord, Hyères (overslag), Istres, Landivisiau, Luxeuil, Mont-de-Marsan (buiten gebruik gesteld), Orange (buiten gebruik gesteld) en Saint-Dizier zijn voorzien van speciale opslagcapaciteit voor kernwapens. Men neemt aan dat ze hierover zijn verdeeld.    

## ASMP-A

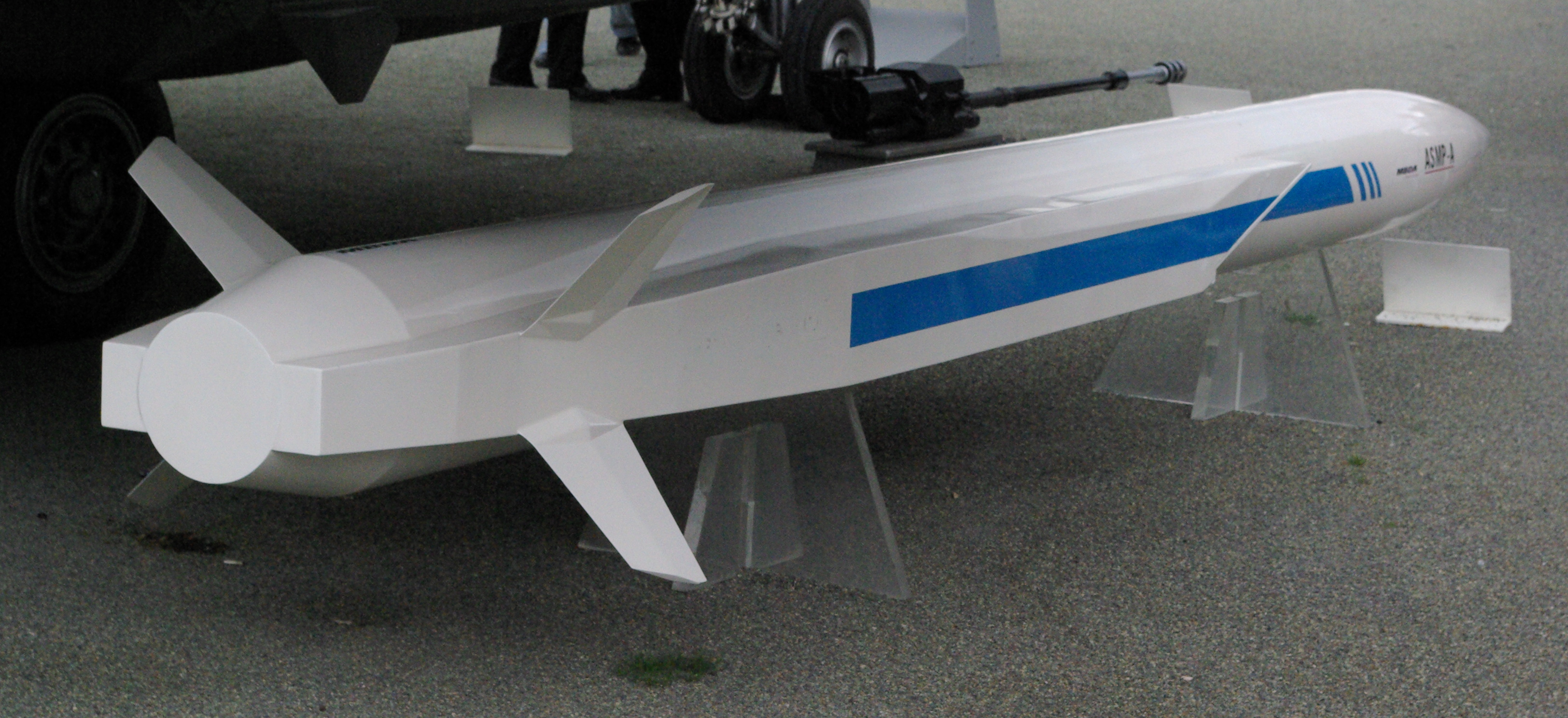
ASMP-A.

Een ASMP upgrade, de ASMP-A (advanced) werd vanaf 2007 operationeel. Deze is uitgerust met de nieuwe Tête Nucléaire Aéroportée (TNA) springkop. De sterkte van het wapen is geheim. 